# Obninsk

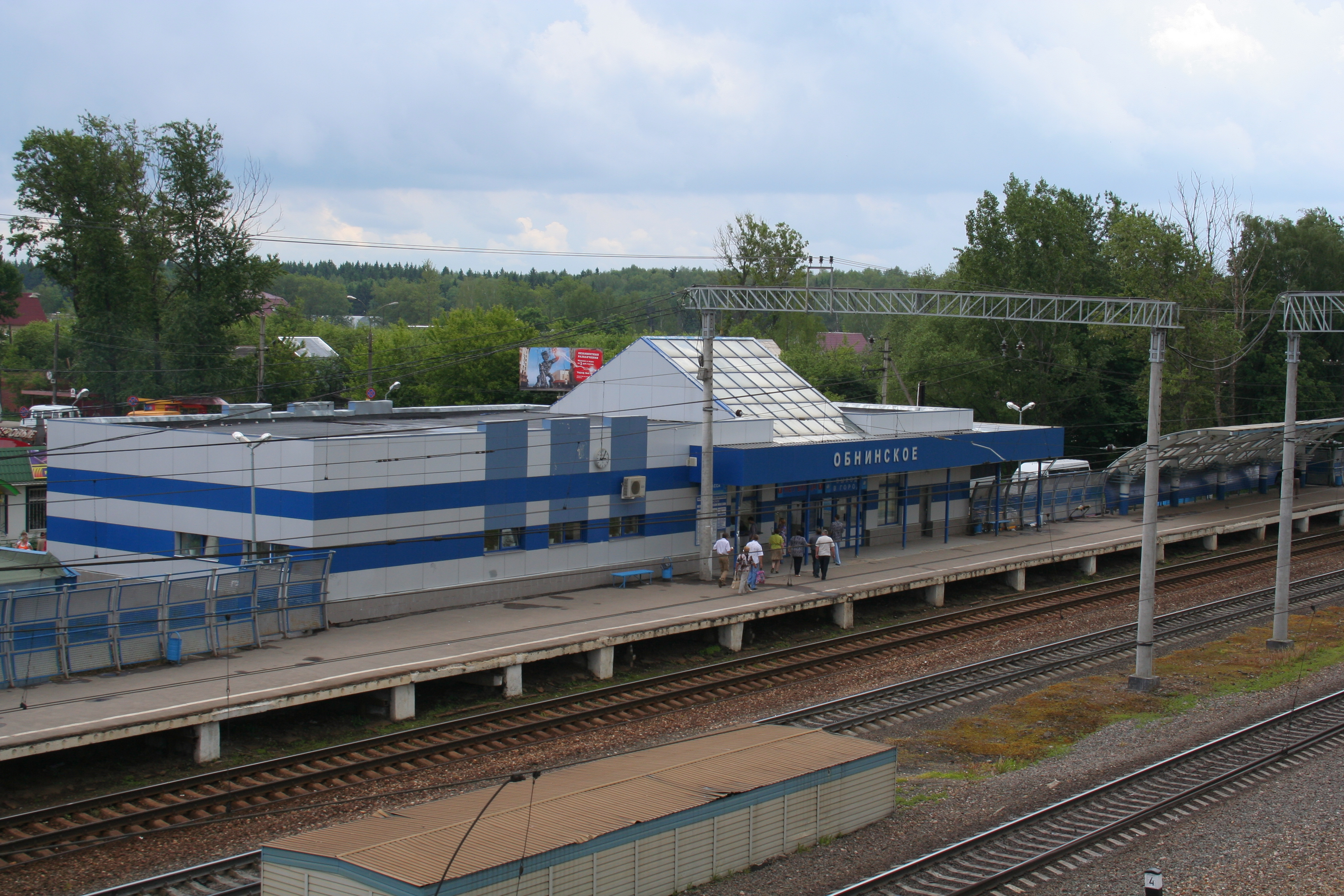
Järnvägsstationen i Obninsk.

Obninsk (ryska Обнинск) är den näst största staden i Kaluga oblast, Ryssland. Folkmängden uppgick till 109 365 invånare i början av 2015. I staden ligger Obninsk kärnkraftverk, världens första kommersiella kärnkraftverk.